# Paul Hamlyn
Paul Hamlyn (12 février 1926 - 31 août 2001) est un éditeur et philanthrope britannique d'origine allemande, qui créé la Fondation Paul Hamlyn en 1987.

## Jeunesse
Il est né Paul Bertrand Wolfgang Hamburger à Berlin, en Allemagne, en 1926, fils de Richard Hamburger, pédiatre à l'hôpital de la Charité de Berlin, et de sa femme, Lili, une Quaker d'origine polonaise.
Lorsque les nationaux-socialistes arrivent au pouvoir et que son père est contraint de quitter sa profession, la famille Hamburger qui est juive déménage à Londres. À son arrivée, la famille vit à St John's Wood et Paul fait ses études à St. Christopher's, une école quaker à Letchworth, Hertfordshire.
Son père meurt en 1940 alors que Paul a 14 ans. Peu de temps après, il change son nom de famille en Hamlyn, qu'il choisit dans l'annuaire téléphonique.

## Carrière
Il commence sa carrière d'éditeur en 1949, vendant des livres d'une brouette à Camden, au nord-ouest de Londres. En 1965, il crée Music for Pleasure Records en tant que joint-venture avec EMI. Il transforme Paul Hamlyn Group et Octopus Publishing Group (racheté en 2001 par Hachette Livre), en grandes maisons d'édition britanniques.
Son succès est basé sur l'idée de publier des livres sur papier glacé accrocheurs en couleur qui font appel à un marché de détail non littéraire. En 1961, par exemple, il publie le livre de cuisine domestique pionnier de Marguerite Patten Everyday Cook Book in Color, un grand succès qui établit Hamlyn sur le marché de détail de la cuisine. Le Everyday Cook Book in Color s'est vendu à plus d'un million d'exemplaires en 1969. Hamlyn utilise la couleur à une époque où il est inhabituel et coûteux pour les éditeurs de livres de le faire, en accédant aux imprimeurs et aux éditeurs en Tchécoslovaquie, comme Artia, à cette fin. C'est l'une des nombreuses innovations qui comprend la vente de ses livres dans des points de vente au détail tels que les supermarchés et les quincailleries, en plus des libraires habituels.
En 1993, Hamlyn devient le premier chancelier de l’Université de West London et reçoit également une médaille de la Royal Society of Arts. Il est nommé chevalier de l'Ordre de l'Empire britannique dans les honneurs d'anniversaire de 1993 et fait pair à vie le 23 février 1998, prenant le titre de baron Hamlyn, d'Edgeworth dans le comté de Gloucestershire.

## Philanthropie et héritage
Après avoir vendu Octopus Publishing à Reed International, il crée la Fondation Paul Hamlyn en 1987 pour se concentrer sur ses intérêts caritatifs, et c'est maintenant l'une des plus grandes organisations indépendantes de subventions du Royaume-Uni. La fondation administre des prix pour les artistes, dont les objectifs incluent «d'encourager les artistes à continuer à pratiquer malgré les pressions extérieures, financières ou autres».
La bibliothèque de référence au sein de la salle de lecture du British Museum est nommée bibliothèque Paul Hamlyn en 2000, à la suite du financement de sa fondation, bien que le British Museum ait pris la décision de fermer définitivement la bibliothèque Paul Hamlyn à partir d'août 2011. La bibliothèque Paul Hamlyn qui a ouvert ses portes à l'Université de West London en septembre 2015 n'est pas liée à l'ancienne bibliothèque de référence du British Museum Reading Room du même nom,.
En mai 2007, le Royal Opera House annonce que l'atrium du Floral Hall serait renommé Paul Hamlyn Hall en son honneur, à la suite d'une dotation de 10 millions de livres sterling de sa fondation au Paul Hamlyn Education Fund qui sera utilisé par le Royal Opera House pour soutenir l'éducation et les activités communautaires.

## Vie privée
Hamlyn épouse Eileen Watson, avec qui il a deux enfants, Michael et Jane, et se remarie à Helen Guest (en 1970), qui lui survit. Helen Hamlyn est une designer et philanthrope, qui dirige le Helen Hamlyn Trust.
Michael Hamburger (1924–2007), le frère de Paul Hamlyn, est poète et traducteur.
Hamlyn est décédé à l'âge de 75 ans le 31 août 2001.